# Slowakische Inlinehockeynationalmannschaft
Die slowakische  Inlinehockeynationalmannschaft repräsentiert den Slowakischen Verband auf internationaler Ebene, wie bei der IIHF Inlinehockey-Weltmeisterschaft. Aktueller Trainer ist Imrich Antal.
Die Slowaken gewannen ihre erste Medaille bei der Weltmeisterschaft 2008 im eigenen Land, als sie das Finale erreichten. Dort unterlagen sie den Schweden mit 3:7.

## Kader
Kader bei der IIHF Inlinehockey-Weltmeisterschaft 2013 vom 2. Juni bis 8. Juli in Dresden.
- Torhüter
  - (30) Vladimír Neumann
  - (35) Jozef Ondrejka

- Verteidiger
  - (11) Boris Ertel
  - (16) Tomáš Jaško
  - (22) Andrej Mrázik
  - (17) Peter Novajosvky
  - (28) Miroslav Preisinger
  - (66) Juraj Prokop
  - (9) Jakub Ručkay

- Stürmer
  - (12) Jozef Haring
  - (24) Juraj Jurík
  - (18) Filip Novák
  - (10) Milan Siller
  - (26) Patrik Szabo

## Trainerstab
- Trainer:  Imrich Antal
- Manager:  Jozef Vrábel
- Schatzmeister:  Roman Vaculovic